# 施密特陨击坑
施密特陨击坑（Schmidt）是火星南海区的一座撞击坑，中心坐标位于南纬72.07度、东经282.1度处，直径201.35公里，其名称取自德国天文学家约翰·弗里德里希·朱利叶斯·施密特(1825年-1884年）和前苏联地球物理学家奥托·尤利耶维奇·施密特(1891年-1956年），1973年被国际天文联合会行星系统命名工作组批准接受。

## 图集

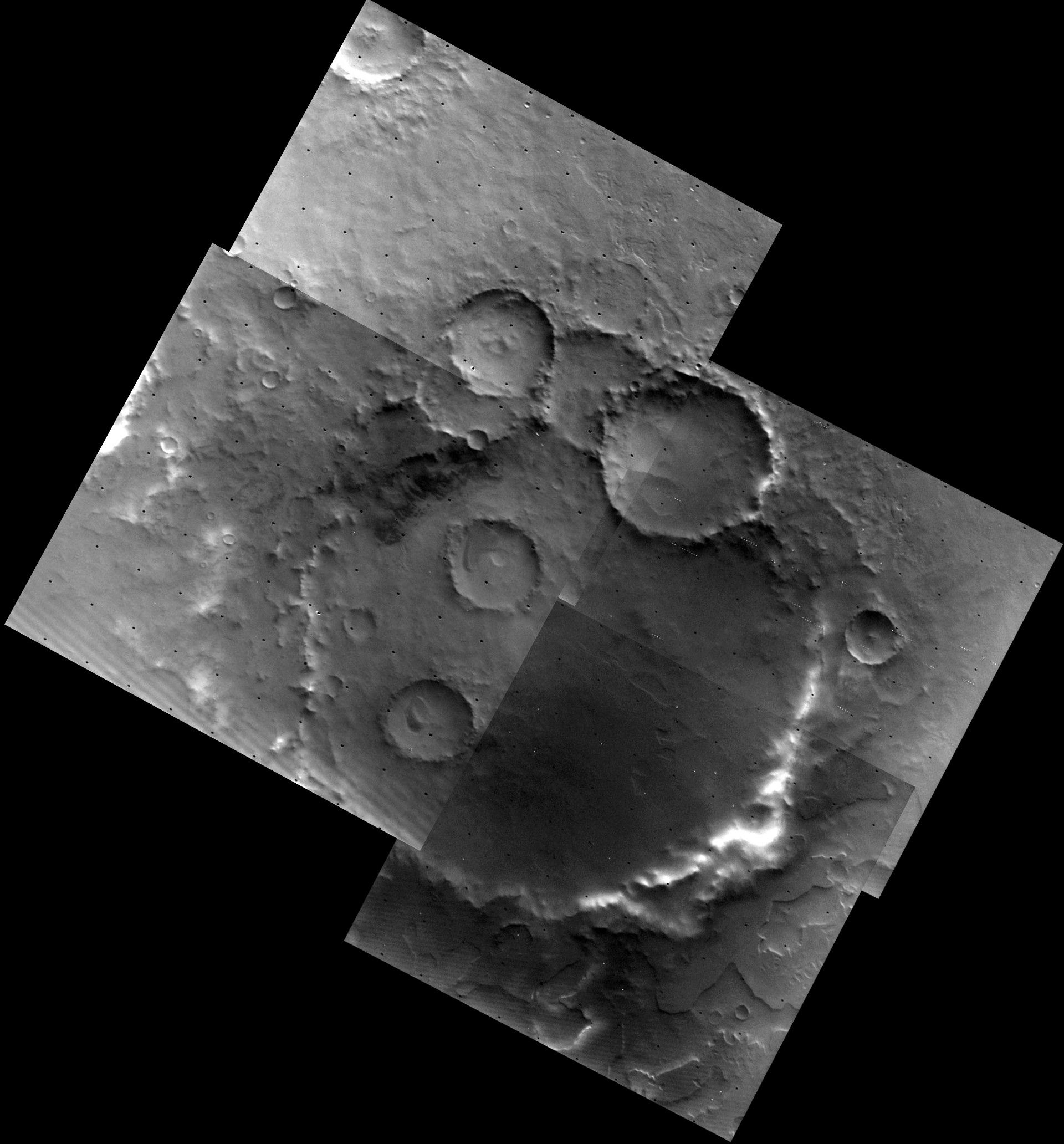
海盗2号轨道器拍摄的拼接图。
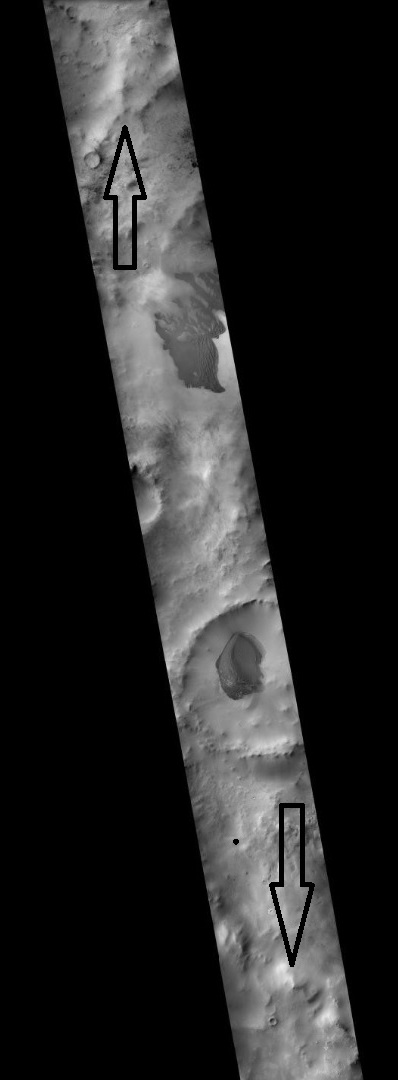
火星勘测轨道飞行器背景相机拍摄的施密特陨击坑，箭头指示了陨坑的南北边缘。
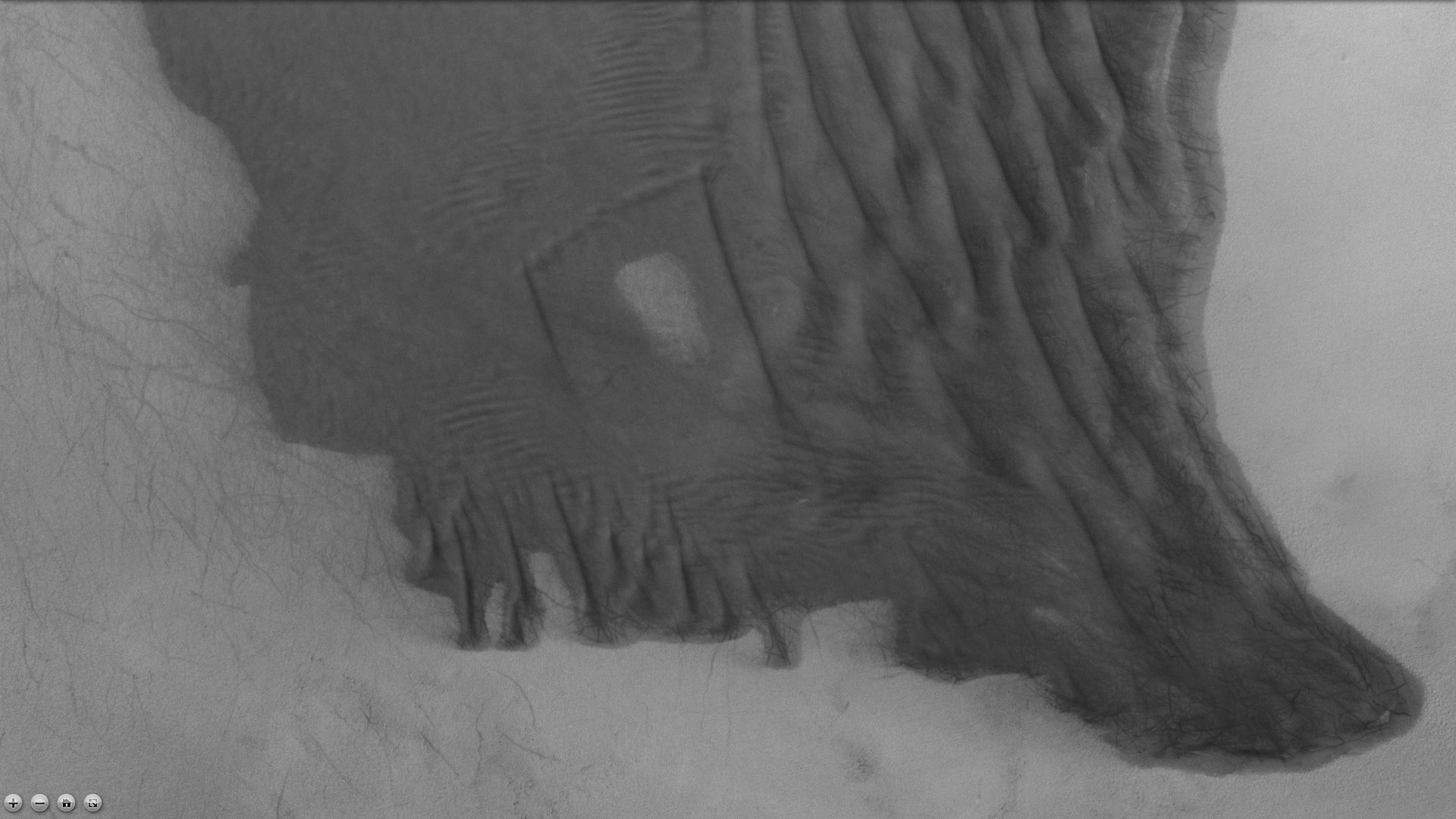
施密特坑中的沙丘和尘暴痕迹（纤细的黑线），注：这是前一照片的放大版。

## 另请查看
- 火星撞击坑

## 推荐阅读
- Lorenz, R.  2014. 《沙丘私语者》. 行星报告: 34, 1, 8-14
- Lorenz, R., J. Zimbelman.  2014.  《沙丘世界：风沙如何塑造行星景貌》. 斯普林格实践书籍/地球物理科学。